# Bad Boys Blue
Bad Boys Blue je německá hudební skupina, která byla založena v roce 1984 v Kolíně nad Rýnem. Skupinu založil německý producent Tony Hendrik se svou manželkou, textařkou, Karin van Haaren.
Původní trojici tvořili Trevor Taylor (sólový zpěv), John McInerney (původně sbory, později sólový zpěv) a Andrew Thomas (sbory). Trevor Taylor se rozhodl v roce 1989 skupinu opustit a o 20 let později zemřel na infarkt myokardu v nemocnici v Kolíně nad Rýnem.
Po jeho odchodu se ve skupině vystřídalo pár komparzistů/kytaristů (Trevor Bannister a Mo Rusell), kteří ve skupině působili krátce. Koncem 90. let se ke skupině přidal raper Kevin McCoy, který zremixoval některé jejich starší hity. V roce 2005 McCoy a Andrew Thomas ze skupiny odešli (Thomas pak o 4 roky později zemřel na infarkt). Nově se ke skupině přidal raper Carlos Ferreira, který však v roce 2011 skupinu opustil. John McInerney tak ve skupině zůstal sám. V roce 2016 do skupiny přišly dvě zpěvačky, Sylvia McInerney a Edith Miracle.
Největší ohlas zaznamenala alba vydaná v začátcích jejich kariéry, v průběhu 80. let. Poté již nehrají nové písně, ale jen své starší hity a použité hudební postupy. Skupina je oblíbená v Rusku.

## Sestava kapely v letech
- 1984–1989 – John McInerney, Andrew Thomas, Trevor Taylor
- 1989–1993 – John McInerney, Andrew Thomas, Trevor Bannister
- 1993–1995 – John McInerney, Andrew Thomas
- 1995–1999 – John McInerney, Andrew Thomas, Mo Russell
- 2000–2003 – John McInerney, Andrew Thomas, Kevin McCoy
- 2003–2005 – John McInerney, Andrew Thomas
- 2006–2011 – John McInerney, Carlos Ferreira
- od 2011 – John McInerney

## Studiová alba
- 1985: Hot Girls, Bad Boys
- 1986: Heart Beat
- 1987: Love Is No Crime
- 1988: My Blue World
- 1989: The Fifth
- 1990: Game of Love
- 1991: House of Silence
- 1992: Totally
- 1993: Kiss
- 1994: To Blue Horizons
- 1996: Bang Bang Bang
- 1998: Back
- 1999: ...Continued
- 1999: Follow the Light
- 2000: Tonite
- 2003: Around the World
- 2008: Heart & Soul
- 2010: 25 (The 25th Anniversary Album)
- 2015: 30
- 2018: Heart & Soul (Recharged)
- 2020: Tears Turning to Ice